# 纳德沃伊齐
纳德沃伊齐（羅馬化：Nadvoitsy）是俄罗斯卡累利阿共和国的市级镇，属谢格扎区，位于沃伊茨科耶湖（Воицкое）西南岸，在区行政中心谢格扎北偏西、共和国首府彼得罗扎沃茨克北方。
该地2021年人口有7,136人；2010年人口8,372；2002年人口11,073；1989年人口11,514。